# بصر الحریر
بصر الحریر (به عربی: بصر الحریر) یک روستا در سوریه است که در ازرع واقع شده‌است. بصر الحریر ۱۳٬۳۱۵ نفر جمعیت دارد.